# Chlidones lineolatus
Chlidones lineolatus là một loài bọ cánh cứng trong họ Cerambycidae.